# Afusellades de Nantes

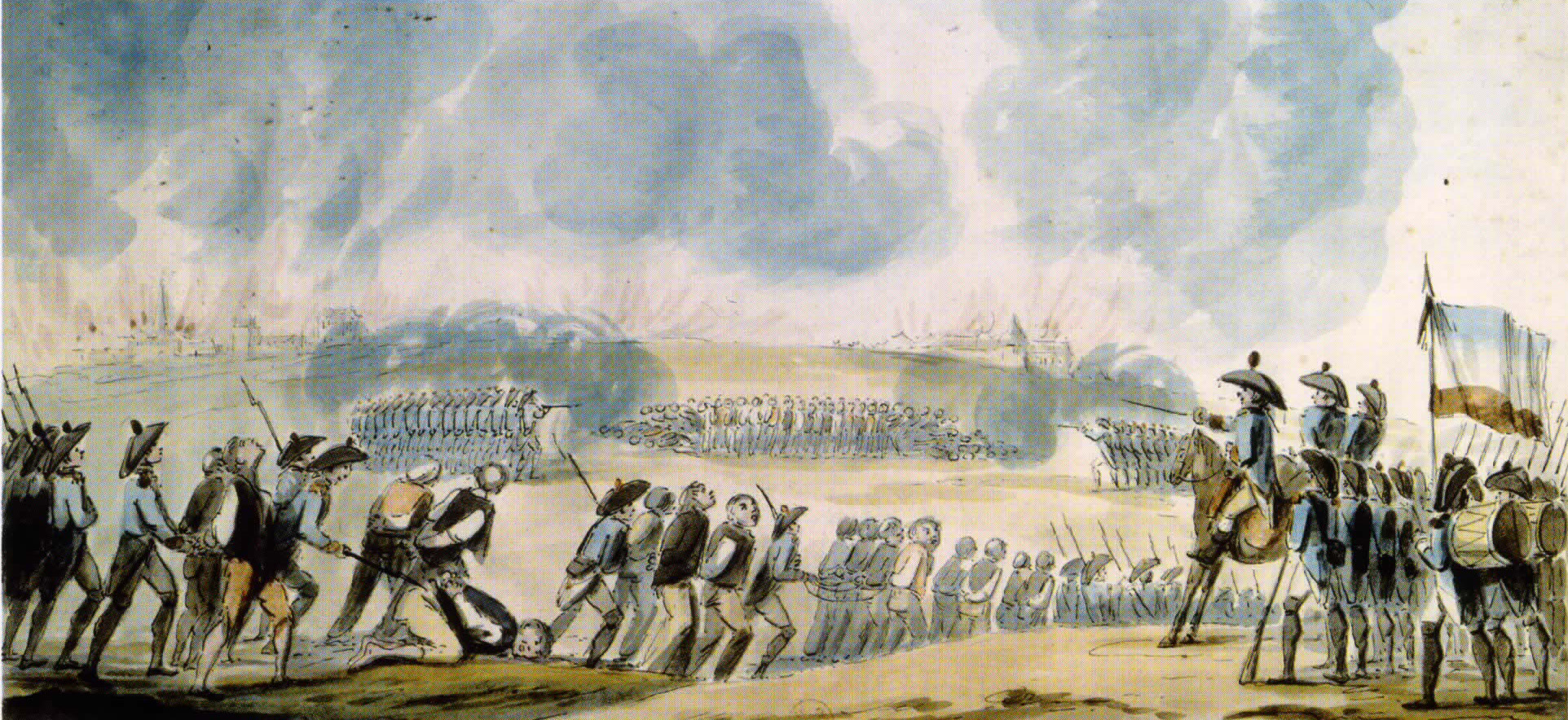
Afusellades de Nantes

Els afusellaments de Nantes fan referència a l'execució, durant el Terror, a Nantes aleshores dirigida pel representant en missió Jean-Baptiste Carrier, de diversos milers de presoners de totes les edats i totes les condicions, principalment de Vendéans i també de chouans, federalistes, moderats i sospitosos.

## Avançament dels tiroteigs
L'avantatge per a la comissió Bignon de seure a la presó de l'Entrepôt des cafés és doble, els presos són detinguts al seu lloc principal de detenció, també el més amuntegat, i després del seu "judici" sumari, són portats, amb tota la velocitat requerida a les pedreres suburbanes de Nantes (pedrera Miséry o Gigant, cap a Sainte-Anne i Chantenay) on els espera el escamot d'execució.
Quan els condemnats van arribar a la pedrera (plena de cadàvers de les execucions), van ser alineats en un bardissar i després afusellats. Els que van sobreviure als trets van ser assassinats a cops de culata de rifle. Després d'aquestes massacres, els cadàvers van ser escorcollats, despullats de les seves pertinences i posats en una fossa.
Els afusellaments van ser realitzats per "Hússars americans" o per soldats estrangers.

## El jutjat penal extraordinari
Des de l'inici de la guerra de la Vendée, a Nantes es van dictar sentències contra els presos pel tribunal penal extraordinari, també encarregat de pronunciar-se sobre els delictes de dret comú. Dividit en dues seccions, va dictar diverses condemnes a mort contra els insurgents, sobretot quatre a Guérande per la primera secció. Més activa, la segona secció presidida per Gandon després Phelippes-Tronjolly, va jutjar més de 800 persones de març a novembre de 1793; 14 van ser condemnats a mort, entre ells el líder rebel Gaudin de La Bérillais, 46 a deportació, 7 a ferros, 8 a presó i 503 van ser absolts.

## La comissió Pépin-Lenoir
El setembre de 1793, el municipi de la ciutat, proper als girondins, va ser destituït pels representants en missió Philippeaux, Gillet i Ruelle per haver donat suport a la insurrecció federalista. S'estableix el Comitè Revolucionari de Nantes, controlat pels Sans-culottes. Del 19 d'octubre de 1793 al 4 de febrer de 1794, la ciutat va ser dirigida pel representant en missió Jean-Baptiste Carrier.
La repressió contra els Vendéans està agafant força. La primera comissió militar revolucionària de Nantes, la comissió Pépin o Lenoir, va ser creada el 30 d'octubre de 1793 per Carrier i Francastel per jutjar els rebels detinguts a les presons de la ciutat. A més d'una expedició a Paimboeuf, del 27 de març a l'11 d'abril, la comissió va celebrar les seves sessions a l'Eperonnière, les Récollets, Le bon Pasteur, le Bouffay i les Saintes-Claires. La comissió va estar activa des del 5 de novembre de 1793 fins al 30 d'abril de 1794, va jutjar 800 persones i en va condemnar a mort 230, d'elles 127 a Nantes i entre elles el general de la Vendée La Cathelinière que va ser guillotinat el 2 de març. 60 acusats més van ser condemnats a ferros i 46 a presó, 167 van ser enviats de tornada per obtenir més informació i 321 van ser absolts. La majoria dels condemnats a mort van ser afusellats, alguns van ser executats a guillotina.

## La comissió Bignon al magatzem del cafè
Articles detallats: Comissió Bignon i Presó de l'Entrepôt des cafés, a la Viquipèdia francesa.

Després d'haver provat i afusellat als presoners de Vendée després de la batalla de Le Mans i la batalla de Savenay, la comissió militar de Bignon va ser cridada a Nantes. Es va traslladar a la Presó de l'Entrepôt des cafés on 8.000 a 9.000 Vendéens, homes, dones i nens, van ser tancats el desembre de 1793 i el gener de 1794. La comissió hi celebrava les sessions quasi cada dia, de vuit del matí a deu del vespre, del 29 de desembre de 1793 al 20 de febrer de 1794.
- El 29 de desembre, 100 presos condemnats a mort.[11]
- El 30 de desembre, 97 presos van ser condemnats a mort.[11]
- El 31 de desembre, 120 presos condemnats a mort.[11]
- El 1 de gener, 118 presos van ser condemnats a mort.[11]
- El 2 de gener, 289 presos condemnats a mort.[11]
- El 3 de gener, 99 presos van ser condemnats a mort.[11]
- El 4 de gener de 199 presos condemnats a mort.[11]
- El 5 de gener, 250 presos condemnats a mort.[11]
- El 6 de gener, 202 presos van ser condemnats a mort.[11]
- El 7 de gener, 62 dones i nenes condemnats a mort per haver seguit l'exèrcit de Vendée.[11]
- El 8 de gener, 45 dones i nenes condemnades a mort per haver seguit l'exèrcit de Vendée. Algunes dones embarassades, però, obtenen un suspens.[11]
- Sense sessió del 9 al 12 de gener.[11]
- El 13 de gener, un xef de Vendée, Jandonnet de Langrenière, va ser condemnat a mort.[11]
- Sense sessió del 14 al 16 de gener.[11]
- El 17 de gener, 97 presos van ser condemnats a mort.[11]
- El 18 de gener, 57 presos condemnats a mort. La comissió dicta una primera absolució, Pierre Turpin, de 16 anys, queda en llibertat.[11]
- El 19 de gener, 207 presos condemnats a mort. Dos acusats, Joseph Joly i Jacques Camus, van ser absolts.[11]
- El 25 de gener, 26 presos van ser condemnats a mort.[11]
- El 27 de gener, només una sentència, Jean Barbin, va absoldre.[11]
- El 28 de gener, 6 presos condemnats a mort.[11]
- El 10 de febrer, un xef de Vendée, Giroud de Marcilly, va ser condemnat a mort.[11]
- El 13 de febrer, la vídua de Marcilly va ser condemnada a mort, va obtenir una indemnització declarant-se embarassada.[11]
- El 14 de febrer, tres acusats van ser absolts.[11]
- El 15 de febrer, tres acusats van ser condemnats a la deportació.[11]
- El 19 de febrer, un noble, Dailly, va ser condemnat a mort.[11]
- Sense sessió del 20 de febrer al 31 de març.[11]

Del 29 de desembre al 26 de gener, la comissió Bignon va dictar un total de 1.978 condemnes a mort contra tres sentències d'expulsió i set absolucions. Els condemnats van ser afusellats a les pedreres de Gigant, principalment per soldats alemanys de la Legió Germànica. Aleshores, la comissió abandona el magatzem a causa del tifus. Va fer unes quantes sessions més a Nantes, del 27 de gener al 8 de maig de 1794, va dictar 53 condemnes a mort, 3 deportacions i 27 absolucions. Finalment a Nantes, 2.031 condemnes a mort van ser dictades per la comissió Bignon, i 127 més per la comissió Pépin-Lenoir.

## Afusellaments sense judici
Encara que es coneix el nombre de condemnes a mort ordenades per les comissions militars revolucionàries, un cert nombre de presoners de Vendée també van ser executats sense judici.
Així, el 18 de desembre de 1793 foren afusellats a Nantes 279 presoners vendéans presos als voltants d'Ancenis i a la carretera de Vannes. Els últims dies de desembre, després de la batalla de Savenay, 80 cavallers de la Vendée van arribar a Nantes, van ser afusellats a la praderia de les Malves per ordre del general Legros. Entre les víctimes hi havia nens d'entre 10 i 12 anys, tot i que alguns es van salvar.

## Participació de la gent de Nantes en els enterraments dels condemnats
Sense preocupar-se d'enterrar els cadàvers, els soldats van abandonar els llocs d'execució com a fosses comunes obertes. El municipi acaba preocupant-se. El 26 de Nivôse any II (15 de gener de 1794), el consell general de la Comuna va convidar els «voluntaris» de Nantes a enterrar els cossos «sota la inspecció dels comissaris pres de la infatigable societat Vincent-la-Muntanya». La mesura va ser psicològicament extremadament maldestra. En forçar els nantesos a participar en aquests enterraments massius, les autoritats els van posar en contacte amb la precisa realitat de la repressió que fins aleshores havien permès o aprovat. El fàstic de trobar-se enterradors, aquesta tasca insuperable a la qual es veien obligats els habitants de la ciutat, va deteriorar el clima polític de la ciutat. El decret del 26 Nivôse Any II (15 de gener de 1794) va fer més contra Jean-Baptiste Carrier i el Comitè Revolucionari de Nantes que el ressò de totes les atrocitats perpetrades per ells.

## Pèrdues humanes
A principis de juny de 1794, el nombre de cadàvers dipositats a les pedreres del Gigant era de 4.603, dels quals 1.670 afusellats. També s'hi van portar els cossos dels presos que van morir de malaltia, destacant els del Magatzem del Cafè, uns 2.000, i potser també els del Sanitat. Per a Jacques Hussenet, el terror de Nantes va causar la mort de 3.200 a 3.800 persones, executades per trets i decapitacions. Per a Jean-Clément Martin, el nombre de morts pels tiroteigs de Nantes és sens dubte de 3.600 morts.
Finalment, el febrer de 1794, només algunes de les 8.000 a 9.000 persones empresonades al magatzem van escapar de la mort. Durant la seva detenció van morir uns 2.000 presoners (tifus, fam, fred) i diversos milers més (entre 1.800 i 4.800) durant els ofegaments a Nantes. Els afusellats formaven la gran majoria dels condemnats a mort, però també hi va haver 200 execucions per guillotina entre octubre de 1793 i gener de 17947. Aquestes van ser ordenades principalment pel tribunal revolucionari de Nantes presidit per François Louis Phelippes-Tronjolly. Des de l'1 d'octubre de 1793 fins a finals de maig de 1794, el tribunal va dictar 203 condemnes a mort contra 115 absolucions. 144 d'aquestes execucions van tenir lloc només al novembre i desembre. Almenys 51 presoners van ser guillotinats sense judici per ordre directe de Carrier a Phelippes-Tronjolly.